# Västertokan
Västertokan (finska: Länsitoukki eller Länsi-Tonttu) är en ö i Finland. Den ligger i Finska viken och i kommunen Helsingfors i den ekonomiska regionen  Helsingfors i landskapet Nyland, i den södra delen av landet. Ön ligger omkring 13 kilometer sydöst om Helsingfors.
Öns area är 3,4 hektar och dess största längd är 350 meter i öst-västlig riktning.